# Демон внутри
«Демон внутри» (англ. The Autopsy of Jane Doe; дословно — «Вскрытие Джейн Доу) — фильм ужасов 2016 года режиссёра Андре Эвредала. Премьера фильма состоялась 9 сентября 2016 года на кинофестивале в Торонто. В США фильм вышел 21 декабря 2016 года. В России фильм вышел 23 марта 2017 года.

## Сюжет
Труп неопознанной женщины найден в подвале дома, где было совершено жестокое тройное убийство. Один из офицеров, прибывших на место преступления, приходит к выводу, что нет следов, указывающих на вторжение, и похоже, что жертвы пытались покинуть дом.
Офицер просит патологоанатома Томми Тилдена определить причину смерти найденной женщины до утра. Сын Томми Остин решает остаться и помочь отцу со вскрытием, хотя планировал провести вечер со своей девушкой Эммой. Поскольку личность жертвы неизвестна, они называют её Джейн Доу.
Уже при первичном осмотре тело Джейн Доу кажется странным: её глаза выглядят так, словно она умерла много дней назад, тело не имеет признаков окоченения, а под ногтями нетипичный для местности торф. Отсутствие языка и раздробленные суставы наводят на мысль о торговле людьми.
Странности продолжаются на вскрытии: сбоит свет, сбивается радио, обещанная хорошая погода постепенно изменяется к неожиданному шторму. Лёгкие Джейн Доу слишком почерневшие, как при пожаре, однако на коже нет никаких внешних признаков обгорания, талия стянута так, словно она носила корсет, а все внутренние органы покрыты шрамами. Томми видит чью-то фигуру в коридоре, по непонятной причине погибает живущий при морге кот Стэнли.
Третья стадия вскрытия: дурманящий цветок внутри девушки внутри наводит на мысль о том, что Джейн Доу с Севера. В её желудке находят кусок савана с цифрами, буквами и непонятным символом. Все вместе наводит на мысль о жертвоприношении. Томми обнаруживает те же символы нанесенными на кожу Джейн Доу изнутри, что физически необъяснимо. Из-за шторма пропадает связь, деревом снаружи придавливает выход. В суматохе на Томми нападает неизвестное существо, нанося ему раны. Пытаясь уехать на лифте, Томми случайно убивает топором приехавшую за Остином Эмму, приняв её за ожившего мертвеца. Патологоанатомы хотят сжечь тело Джейн Доу, но оно остается невредимым. Анализ мозга показывает, что девушка в какой-то мере до сих пор жива. Далее оказывается, цифры и буквы на саване являются ссылкой на цитату из книгу Левит о ведьмах. Сопоставив все данные, Томми предполагает, что Джейн Доу — одна из Салемских ведьм, при этом она была невиновна, но ужасные пытки при проведении над ней обряда сделали её духом зла. Томми просит Джейн Доу не трогать сына и обещает не сопротивляться её мести, и тогда Джейн переносит все свои травмы на него. Остин убивает своего отца, спасая его от непереносимых мучений. Раны же внутри тела девушки и следы её вскрытия на глазах заживают.
Остину кажется, что он слышит снаружи голос шерифа, но это оказывается иллюзией. Увидев перед собой призрак отца, Остин падает с высоты и сворачивает шею. Утром шериф осматривает морг, находит тело Томми со скальпелем в сердце и невредимое тело Джейн Доу без следов вскрытия, задаваясь вопросом о том, что произошло. Шериф распоряжается передать тело в исследовательский институт за пределами его округа. Радио в машине, в которой перевозят тело Джейн, начинает сбоить. В последнем кадре Джейн Доу удаётся пошевелить ногой.

## В ролях
- Эмиль Хирш — Остин Тилден
- Брайан Кокс — Томми Тилден
- Офелия Ловибонд — Эмма
- Майкл Макэлхаттон — шериф Шелдон Берк
- Олуэн Катрин Келли — Джейн Доу
- Паркер Сойерс — офицер Коул

## Критика
Фильм получил преимущественно положительные оценки кинокритиков. На сайте Rotten Tomatoes фильм имеет рейтинг 87 % на основе 45 рецензий критиков со средней оценкой 6,9 из 10. На сайте Metacritic фильм получил оценку 63 из 100 на основе 15 рецензий, что соответствует статусу «в основном положительные отзывы».